# 拉普拉斯展开
在数学中，拉普拉斯展开（英語：Laplace expansion，或称拉普拉斯公式）是一个关于行列式的展开式。将一个{\displaystyle n\times n}矩阵{\displaystyle B}的行列式进行拉普拉斯展开，即是将其表示成关于矩阵{\displaystyle B}的某一行（或某一列）的{\displaystyle n}个元素的{\displaystyle (n-1)\times (n-1)}余子式的和。行列式的拉普拉斯展开一般被简称为行列式按某一行（或按某一列）的展开。由于矩阵{\displaystyle B}有{\displaystyle n}行{\displaystyle n}列，它的拉普拉斯展开一共有{\displaystyle 2n}种。拉普拉斯展开的推广称为拉普拉斯定理，是将一行的元素推广为关于{\displaystyle k}行的一切子式。它们的每一项和对应的代数余子式的乘积之和仍然是{\displaystyle B}的行列式。研究一些特定的展开可以减少对于矩阵{\displaystyle B}之行列式的计算，拉普拉斯公式也常用于一些抽象的推导中。

## 公式
设B = (bij)是一个n × n矩阵。B关于第i行第j列的余子式Mij是指B中去掉第i行第j列后得到的n−1阶子矩阵的行列式。有时可以简称为B的（i，j）余子式。B的（i，j）代数余子式：Cij是指B的（i，j）余子式Mij与(−1)i + j的乘积：Cij = (−1)i + j Mij
拉普拉斯展开最初由范德蒙德给出，为如下公式：对于任意i,j ∈ {1, 2, ...,n}：
{\displaystyle {\begin{aligned}|B|&{}=b_{i1}C_{i1}+b_{i2}C_{i2}+\cdots +b_{in}C_{in}\\&{}=b_{1j}C_{1j}+b_{2j}C_{2j}+\cdots +b_{nj}C_{nj}\end{aligned}}}

## 例子
考虑以下的矩阵：
{\displaystyle B={\begin{bmatrix}1&2&3\\4&5&6\\7&8&9\end{bmatrix}}}。
这个矩阵的行列式可以用沿着第一行的拉普拉斯展开式来计算：
{\displaystyle |B|=1\cdot {\begin{vmatrix}5&6\\8&9\end{vmatrix}}-2\cdot {\begin{vmatrix}4&6\\7&9\end{vmatrix}}+3\cdot {\begin{vmatrix}4&5\\7&8\end{vmatrix}}}
{\displaystyle {}=1\cdot (-3)-2\cdot (-6)+3\cdot (-3)=0}。
也可以用沿着第二列的拉普拉斯展开式来计算：
{\displaystyle |B|=-2\cdot {\begin{vmatrix}4&6\\7&9\end{vmatrix}}+5\cdot {\begin{vmatrix}1&3\\7&9\end{vmatrix}}-8\cdot {\begin{vmatrix}1&3\\4&6\end{vmatrix}}}
{\displaystyle {}=-2\cdot (-6)+5\cdot (-12)-8\cdot (-6)=0}。
很容易看到这个结果是正确的：这个矩阵是奇异的，因为它的第一列和第三列的和与第二列成比例，因此它的行列式是零。

## 证明
设{\displaystyle B}是一个{\displaystyle n\times n} 的矩阵，{\displaystyle i,j\in \{1,2,...,n\}}。为了明确起见，将{\displaystyle M_{ij}}的系数记为{\displaystyle (a_{st})}，其中{\displaystyle 1\leq s,t\leq n-1}.
考虑{\displaystyle B}的行列式{\displaystyle |B|}中的每个含有{\displaystyle b_{ij}}的项，它的形式为：
{\displaystyle \operatorname {sgn} \tau \,b_{1,\tau (1)}\cdots b_{i,j}\cdots b_{n,\tau (n)}=\operatorname {sgn} \tau \,b_{ij}a_{1,\sigma (1)}\cdots a_{n-1,\sigma (n-1)}}
其中的置换{\displaystyle \tau \in S_{n}}使得{\displaystyle \tau (i)=j}，而{\displaystyle \sigma \in S_{n-1}}是唯一的将除了{\displaystyle i}以外的其他元素都映射到与{\displaystyle \tau }相同的像上去的置换。显然，每个{\displaystyle \tau }都对应着唯一的{\displaystyle \sigma }，每一个{\displaystyle \sigma }也对应着唯一的{\displaystyle \tau }。因此我们创建了Sn − 1与{τ ∈ Sn : τ(i) = j}之间的一个双射。置换τ可以经过如下方式从σ得到：
定义σ' ∈ Sn使得对于1 ≤ k ≤ n − 1，σ'(k) = σ(k)并且σ'(n) = n，于是sgn σ' = sgn σ。然后
{\displaystyle \tau \,=(n,n-1,\ldots ,i)\,\sigma '\,(j,j+1,\ldots ,n)}。
由于两个轮换分别可以被写成n − i和n − j个对换，因此
{\displaystyle \operatorname {sgn} \tau \,=(-1)^{2n-(i+j)}\operatorname {sgn} \sigma '\,=(-1)^{i+j}\operatorname {sgn} \sigma }。
因此映射σ ↔ τ是双射。由此，
| {\displaystyle \sum _{\tau \in S_{n}:\tau (i)=j}} | {\displaystyle \operatorname {sgn} \tau \,b_{1,\tau (1)}\cdots b_{n,\tau (n)}}                                                      |
|                                                   | {\displaystyle =\sum _{\sigma \in S_{n-1}}(-1)^{i+j}\operatorname {sgn} \sigma \,b_{ij}a_{1,\sigma (1)}\cdots a_{n-1,\sigma (n-1)}} |
|                                                   | {\displaystyle =\ b_{ij}(-1)^{i+j}\|M_{ij}\|,}                                                                                      |
从而拉普拉斯展开成立。

## 拉普拉斯定理
拉普拉斯在1772年的论文中给出了行列式展开的一般形式，现在称为拉普拉斯定理。拉普拉斯定理建立在子式和余子式的基础上，说明了如果将B关于某k行的每一个子式和对应的代数余子式的乘积加起来，那么得到的仍然是B的行列式。定理的证明与按一行（一列）展开的情况一样，都是通过建立置换间的双射来证明两者相等。